# Hellboy: Wake the Devil
Hellboy: Wake the Devil (рус. Хеллбой: Пробуждение дьявола, дословно Хеллбой: Пробуди дьявола) — вторая мини-серия комиксов о Хеллбое из 5 выпусков, созданная Майком Миньолой и изданная в 1996 году компанией Dark Horse Comics. Главным персонажем комикса является агент секретного «Бюро паранормальных исследований и обороны», который попал на Землю из ада.  Некоторые элементы сюжета данной мини-серии впоследствии были использованы в полнометражном мультфильме Хеллбой: Кровь и металл, вышедшем в 2007 году.

## Сюжет

### Первая часть
На северном побережье Норвегии в Северном полярном круге, где вертолет Цинко садится перед замком, который был замечен в конце комикса Семя разрушения. Глава компании Родерик Зинко ворвался в замок и столкнулся с Карлом Крененом, Ильзой Хаупштейном и Леопольдом Курцем, но Цинко объяснил, что видел Григория Распутина на своем частном пляже и оставил слова «Рагнарёк» и исчез, Цинко обещает им, что они могут использовать все, что у него есть.
Год спустя, в Нью-Йорке, нацисты убили куратора воскового музея. В штаб-квартире B.P.R.D. в Фейрфилд, Коннектикут Том Мэннинг и Кейт Корриган рассказали агентам о жизни Владимира Гиреску и о том, что он никогда не умрет, потому что, когда полная луна сияет на нем в замке Гиреску, он исцеляет себя , В 1944 году Генрих Гиммлер предложил проект «Вампир Штурм», а нацистская делегация во главе с Илсой Хаупштейном была отправлена на призыв Джуреску после встречи с Адольфом Гитлером, Гитлер приказал арестовать и казнить семьи Гиресков. Они показали, что куратор музея, Говард Штайнман, настоящее имя Ханса Ублера, он смог вытащить тело Гиреску из Германии до того, как его труп был сожжен, и что кто-то может намереваться взять труп в замок Гиреску, чтобы оживить его труп, но есть три возможности, где находится замок Гиреску, поэтому Том Мэннинг разбивает их на три группы. Хеллбой сам по себе, Кларк с Эбом Сапиеном и Бад Уоллер с Лиз Шерман и Лич.
В Румынии Исла Хаупштейн открывает украденную коробку с трупом Гиреска в ней и приказывает солдатам взять ег в определенную комнату. Между тем, в Норвегии, Курц и Кренен наблюдают за Илсой, и выясняется, что они производят собственную армию. Вернувшись в Румынию, агенты все находятся в самолете, где Эйб Сапиен беседует с Хеллбой о участии проекта Рогнарёк, потому что он считает, что это беспокоит Хеллбоя. Хеллбой выпрыгивает из самолета с реактивным ранцем, который взрывается, когда он пытается щелкнуть его, и Хеллбой приземляется в том же замке, в котором находится Илса Хаупштейн.

### Вторая часть
Илса приказывает киборгу Унменшу, убить Хеллбоя, они сражаются, пока оба не упали на пол. Воспоминание о острове Тармагант из 1944 года, показывает, что Распутин приказывает Илсе, Кроенену и Курцу отправиться в Норвегию. В настоящем появляется Распутин и говорит ей покинуть замок, и в следующий раз, когда она увидит Гиреску, он снова станет молодым. Хеллбой просыпается с ушедшим нацистом, который оставил только свою металлическую руку.
В соседней деревне старик говорит своей дочери уйти со своими детьми и никогда не возвращаться и что для него уже «слишком поздно», уходить.
Хеллбой следует следом крови и обнаруживает, что человек ест нацистскую ногу и показывает, что он - отец Владмира Гиреску, и что это богиня Гекате, которая оживляет Джуреску, потому что Гиреску - ее сын. Когда Хеллбой спрашивает, где находится Гиреску, мужчина отказывается ему отвечать, и Хеллбой сжигает его до смерти. Когда Хеллбой покидает комнату, он вспоминает, как старик что-то сказал о двери луны и увидел на ней дверь с лунной формой, а внутри - ящик со своим трупом и тремя солдатами перед ним. Но он окружен воронами, которые превращаются в женщин Фессалии и начинают нападать на него.

### Третья часть
Хеллбой снимает женщин Фессалии, когда Гиреску выходит из своей штрафной. Когда Хеллбой пытается убить его ударом в грудь, Гиреску превращается в ворона. Он падает в каменный гроб и оказывается под землей. Хеллбой в конце концов узнаёт, что Гиреску лежит на земле с ножом в груди, но Гиреску превращается в массу змея и побегов. Когда Хеллбой покидает гробницу, Геката снова возвращает Джуреску. Распутин рассказывает Исле о своей жизни и предлагает ей возможность возродиться.
В руинах замка Кже, Румыния, Лиз Шерман, Бад Уоллер и Лич находят дверь. Они находят огромную комнату с мертвым гомункулусом внутри. Лиз касается дыры в груди и не может отпустить её. Гомункулус отталкивает от нее энергию и пробуждается. Бад стреляет ей в руку, чтобы освободить ее. Гомункулус паникует, хватая шею Бад Уоллера во время его побега.
В Норвегии у Родерика Цинко есть голова в банке, которая, как выяснилось, является профессором Германом Фон Клемпом. Кренен попросил Цинко найти Фон Клемпта и сформировать союз. В монастыре святого Варфоломея в Румынии старик из номера 2 рассказывает своему брату, священнику, что город вернется к своим «старым путям», потому что он может почувствовать Гиреску. Однако его брат не верит ему. Вернувшись в замок Гиреска, Хеллбой находит комнату, полную взрывчатых веществ, и заставляет своих уходить.

### Четвертая часть
Когда Хеллбой покидает замок, он думает, что он слышит Джуреску. Он обнаруживает, что это на самом деле Геката в форме змеи. Она пытается заставить Хеллбоя вернуться к своему «старому добру» и говорит ему, что он потерял себя в человечестве. Она говорит ему, что он не может избежать своей судьбы; он принесет конец света. Хеллбой хватает её, когда они пробиваются сквозь стену; ее кожа и плоть сжигаются в дневное время, когда взрывчатые вещества уходят. Замок разрушен Хеллбой сбежал наружу.
Эйб Сапиее и Чак отчитываются перед B.P.R.D. Штаб-квартира из руин замка Сентес, сказав им, что они ничего не нашли, кроме столба дыма от места Хеллбоя. Им приказывают пойти и найти Хеллбоя.
В Румынии слуга Бабы-яги Коку приносит Распутину железную девицу, чтобы инициировать возрождение Илсы Хаупштейна. Она входит в нее и немедленно убивается. Распутин говорит Коку, что вернется к Яге.
Стивен и двое других находят тело Хеллбоя за руинами замка Гиреску, чтобы отвезти его на перекресток.
В Норвегии фон Клемм пытается соблазнить Кренена присоединиться к нему вместо того, чтобы идти вместе Распутином, но Карл рассердился и пытается убить Фон Клемпта. Кренен пытается остановить Курца и в конечном итоге наносит удар и убивает его.
В Румынии Хеллбой прикован к толстому деревянному полюсу. Распутин говорит ему, что он там будет гнить, и он оставляет его там с железной девой.

### Пятая часть
Эйб Сапиен и Кларк пришли в румынскую деревню, чтобы обнаружить все дома, заколотые крестами, расписанными на дверях и окнах. Они входят в церковь, где брат Стивена стоит в конце церкви с сигнальным поясом Хеллбоя в руке. Он не отвечает и когда Карк касается его плеча, голова священника падает через пол. Кларк приземляется на длинные металлические шипы и пронзает сундук. Эйб падает на землю, где Распутин сталкивается с ним и говорит ему, что его также пронзили через сундук. Отрубленная голова священника говорит: «Эйб Сапиен. Ты слышишь ... затонувшие колокола для тебя точеные. Из пещер с ясный, темный и ужасный, океан зовет детей домой».
На перекрестке Хеллбой все еще прикован цепью к толстому деревянному полюсу и сталкивается с полностью повторным анимированным Владром Гиреску на коне. Хеллбой ломает деревянный столб и бьет лошадь по голове вместе с ним. Лошадь и Гиреск мгновенно превращаются в скелеты. Железная дева принимает змеиную форму, похожую на Геката. Повторяя, что он не может избежать своей судьбы, Ильза пытается его съесть. Рога Хеллбоя полностью перерастают, и он видит Огдру-Джахада, но он снова отказывается помогать остановить мир и щелкнуть рогами. Он появляется на перекрестке, где его встречает Кейт Корриган и рассказывает ему, что случилось с другими командами.
В Норвегии Распутин противостоит Фон Клемпту, Кренену и Цинко и временно ослепляет Зинко, который случайно нажал нат кнопку, которая взрывает весь замок. В вертолете над Румынией Хеллбою говорят, что не было никаких признаков железной девы. В конце выпуска выяснилось, что скелет Владмира Джуреску был перемещен в штаб-квартиру B.P.R.D, но пока он временно был помещен на хранение в аэропорту Бухареста, вдруг он исчез. Также выясняется, что глава Отца Николая Буденца никогда больше не говорил, но продолжал оставаться в центре деятельности полтергейста, включая внезапные перепады температуры и левитацию объектов в течение нескольких недель.

### Эпилог
На Мировом Древе, Иггдрасиль, Баба-яга говорит Распутину, что он потерпел неудачу и не может быть богом, и что он должен остаться с ней. Он говорит, что будет продолжать и продолжать пытаться сделать себя богом.

## Коллекционные издания
Wake the Devil была выпущена во втором сборнике комиксов о Хеллбое вместе с новым эпилогом истории. В России комикс был выпущен в 2004 году издательством Прайм-Еврознак совместно с Олма-Пресс в рамках книжной серии «Хеллбой. Графическая новелла».
- Wake the Devil (Dark Horse Comics, TPB, 144 страницы, 1997 год, ISBN 1-56971-226-3,[2] 2004, ISBN 1-59307-095-0}[3]
- Хеллбой: Пробуждение дьявола (Олма-Пресс, Прайм-Еврознак,, 2004 год, 5-94946-117-7[1])